# Az ember tragédiája (dráma)

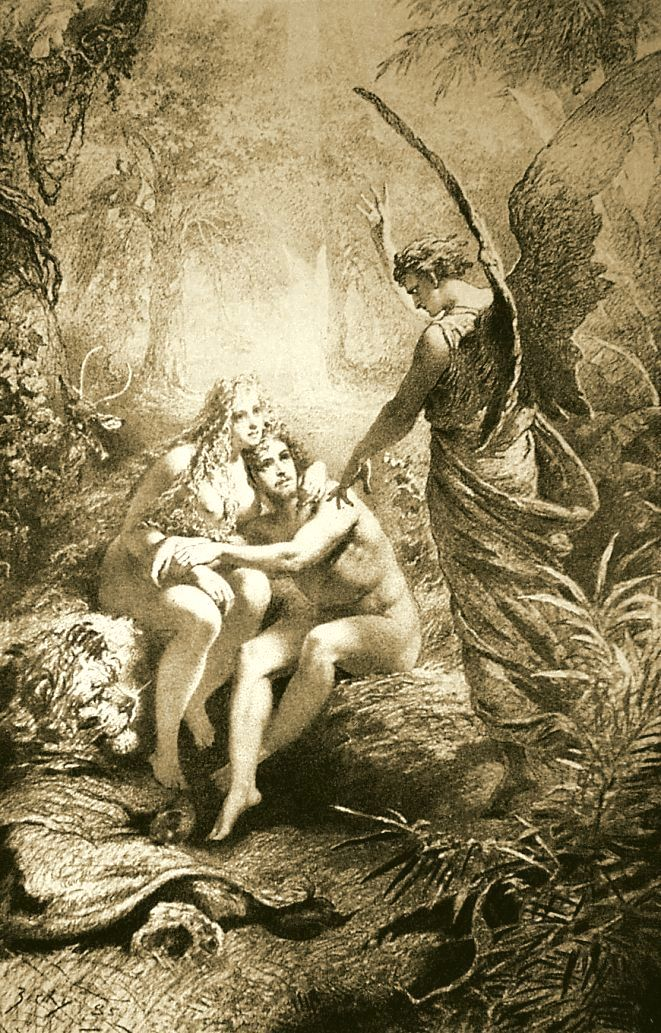
Zichy Mihály illusztrációja a mű egyik jelenetéhez

Az ember tragédiája a magyar irodalom dráma műfajának kiemelkedő műve, Madách Imre legismertebb alkotása. Az 1862. január 12-én megjelent mű sokakat felzaklató kérdései azóta is életben tartják a költeményt, számos kortárs feldolgozása létezik a darabnak. A születésétől eltelt mintegy százötven évben a Tragédia egyfajta szimbólumává vált a magyar drámaírásnak, talán a legtöbbször színpadra állított költemény Magyarországon. Az először itt elhangzó „Megy-é előbbre majdan fajzatom”, valamint a „Mondottam ember: Küzdj, és bízva bízzál!” mondatok legismertebb irodalmi idézeteink közé tartoznak.
Madáchot gyakorta egykönyvű szerzőnek szokták nevezni, akárcsak Katona Józsefet, a Bánk bán alkotóját. A mű a Genezisben lévő teremtéstörténetet dolgozta fel és 15 színből áll. Az első három és a tizenötödik szín a keretszín, a többi pedig történeti szín. Az ember tragédiájában szereplő Éva megformálásában nagy szerepet játszott Madách felesége, Fráter Erzsébet, aki megcsalta őt börtönévei alatt. Házasságuk jól indult, azonban, amikor Madách támogatta az 1848-as eseményeket, és börtönbe vetették, felesége fogadta régi udvarlóit. A szabadulás után elváltak, és a költő úgy érezte, csalódott a nőkben. Azt mondta, csak azért nem festette sötétebb színekkel Évát, mert a mű megírásakor eszébe jutott édesanyja.

## Műfaji kérdések
A Tragédia a kiegyezés évtizedének irodalmára jellemző nemzeti témán felülemelkedő, főszereplőként az emberiséget szerepeltető filozófiai alkotás: emberiségköltemény. Műfaja drámai költemény, közvetlen műfaji előzménye Goethe Faustja.
Bár a Tragédia gondolatvilága egyike a legsokoldalúbbaknak a magyar irodalomban, a benne leírt eszmefuttatások mégsem saját szépségük miatt fontosak, hiszen Madách műve is csak a már sokszor megírtakat öltözteti új formába (Nem adhatok mást, csak mi lényegem, Nem az idő halad, mi változunk, Milliók egy miatt, Ábrándozni van még tárgy elég stb.), inkább eszközök a szerző kezében a folyamatos, mindig ugyanoda vezető emberi töprengés ábrázolására.
A 15 színből álló drámai költemény nagy terjedelme miatt meglehetősen nehezen kezelhető: ha minden mondatot megtartva, és a szerzői utasításokat követve próbálnánk színpadra állítani, négy-öt órásnál is hosszabb darabot kapnánk.

## Története

### Keletkezésének körülményei, a Tragédia fogadtatása
Madách Imre a következő feljegyzést készítette a Tragédiához: „Kezdtem 1859. febr. 17-én, végeztem 1860. márczius 26-án.”

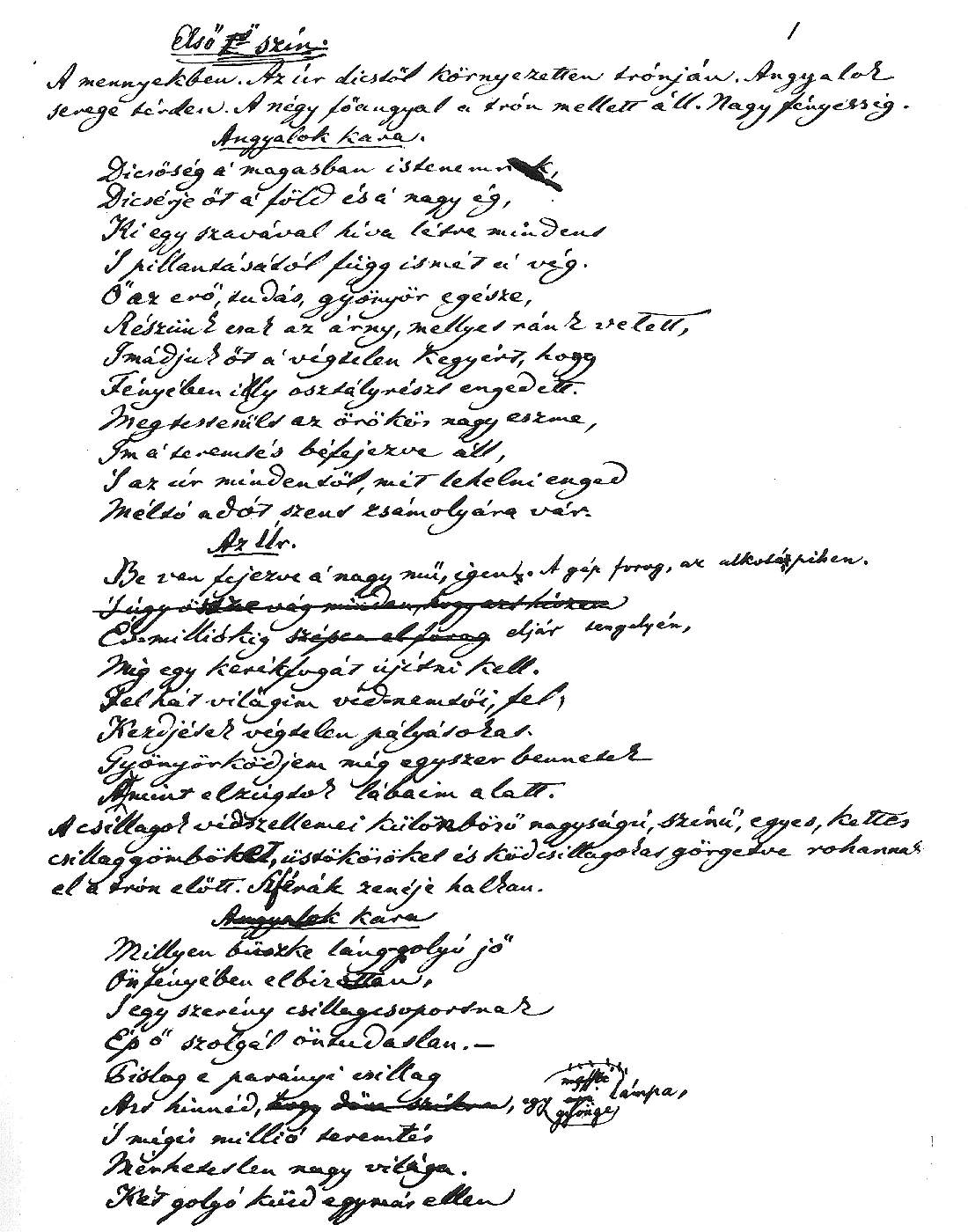
A Tragédia kéziratának egy lapja. Madách és Arany írása megkülönböztethetetlen

A mű első kritikusa Madách jó barátja, Szontágh Pál volt, akinek hatására Madách megküldte az egyetlen létező kéziratot Arany Jánosnak. Aranynak kezdetben nem tetszett a mű, különösen, hogy a Teremtőt Madách egy munkájára önelégültséggel tekintő mesteremberként mutatta be. Hónapokkal később mégis végigolvasta a darabot és rájött, hogy elhamarkodottan ítélt, amikor azt mondta, az csak utánzása a Faustnak. Az átolvasás során a koszorús költő bele is javított a kéziratba, így nem tudni, pontosan mekkora rész jutott neki a Tragédia megírásából (egy 2005-ben lezárt filológiai-grafológiai vizsgálat szerint mintegy 5718 alkalommal, de a javítások túlnyomó része csak a helyesírást érinti), ám mivel a levelezésekből is kiderül, hogy Arany csak stilisztikai, helyesírási változásokat eszközölt a művön, így a Tragédia gondolati szerzőjének mindenképp Madáchot kell tekintenünk, különös tekintettel arra is, hogy a javítások nemcsak az ő tudtával, de kifejezett kérésére történtek.
A hazai meleg fogadtatás mellett külföldről is érték elismerések a művet. Az angol, a francia, a német és a környező országok nyelve mellett számos egyéb nyelvre is lefordították.
A Tragédia létrejöttének elsődleges forrása az 1850-es és '60-as évek fordulójának kettőssége volt. Az 1848–49-es forradalom és szabadságharc bukása fölött érzett általános csüggedés végén, és a kiegyezés fellendülést hozó évtizedének kezdetén született. Ennek tudható be a mű ellentmondásossága, az optimizmus és a pesszimizmus közti csapongása.
A nemzeti tragédia mellett Madách személyes csalódásai is hatással voltak rá, Éva alakját a „nőben” történő csalódása, házasságukból kihátráló felesége ihlette.
Madách történelemszemléletére, és így a Tragédia történeti színeire erős hatással volt a Georg Hegel, német filozófus által felállított triáda. Eszerint a különböző történelmi korok uralkodó eszméi (tézis) később ellentétükbe (antitézis) csapnak át, idővel pedig feloldódnak egy átfogó eszmében (szintézis). A jelenség megfigyelhető a stílusirányzatok váltakozásában (barokk → klasszicizmus, romantika → realizmus), de a Tragédia történeti színein is (egyiptomi szín: szabadság-eszme, athéni szín: kiábrándulás a szabadság hatalmából).
A 19. század természettudományainak új tanításai (a Nap kihűl majd, a földi lét megszűnik) szintén hatottak Madáchra, főleg a tudományokkal foglalkozó színeknél (9–11. Prága, 12. Falanszter) érezhetjük a pozitivista gondolkodók hatását.
Az ember tragédiájában mégsem a történelmet, személyes csalódásait vagy az újonnan jött tudományos nézeteket szeretné Madách bemutatni, sokkal inkább a hozzájuk fűződő nagy szellemi áramlatok sorsát és szerepét.
Az Ember tragédiájával szemben az elismerések mellett kritikák is megfogalmazódtak. A kritikusok elsősorban a mű pesszimizmusát bírálták, de Prohászka Ottokár ezen kívül például a luciferi cinizmus és káromlás kendőzetlen ábrázolását, valamint azt kifogásolta benne, hogy Madách azonosulni látszik művének pesszimizmusával; amely véleménye szerint a hívek számára erkölcsileg zavaró és romboló hatású. Mások, köztük egyházi személyek - részben Prohászka kritikájára válaszolva, részben tőle függetlenül - védelmükbe vették a művet (pl. a református Ravasz László).

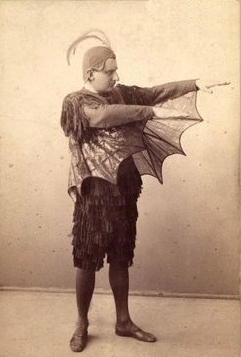
Gyenes László mint Lucifer a darab ősbemutatóján

A Tragédiát először 1883. szeptember 21-én állították színpadra a Nemzeti Színházban, Paulay Ede rendezésében. Ennek emlékére kezdeményezte a Magyar Írók Szövetsége 1984-ben, hogy ennek évfordulóján legyen a magyar dráma napja.

### Betiltása(i)

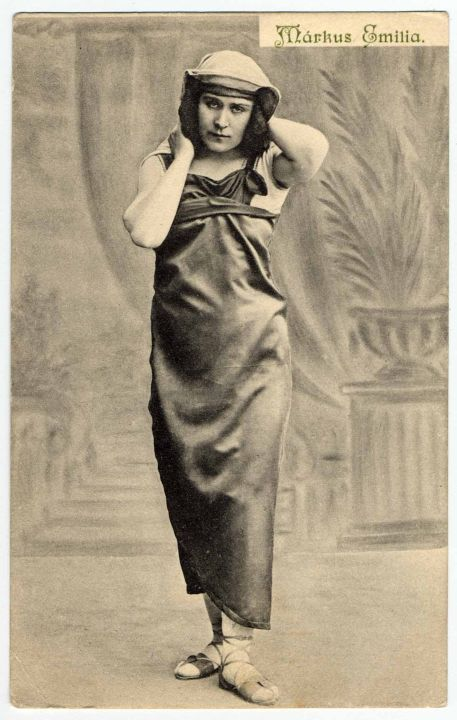
Márkus Emília Éva szerepében (Egyiptomi szín) a Nemzeti Színház előadásában, rendező: Paulay Ede, a felvétel 1897-ben készült

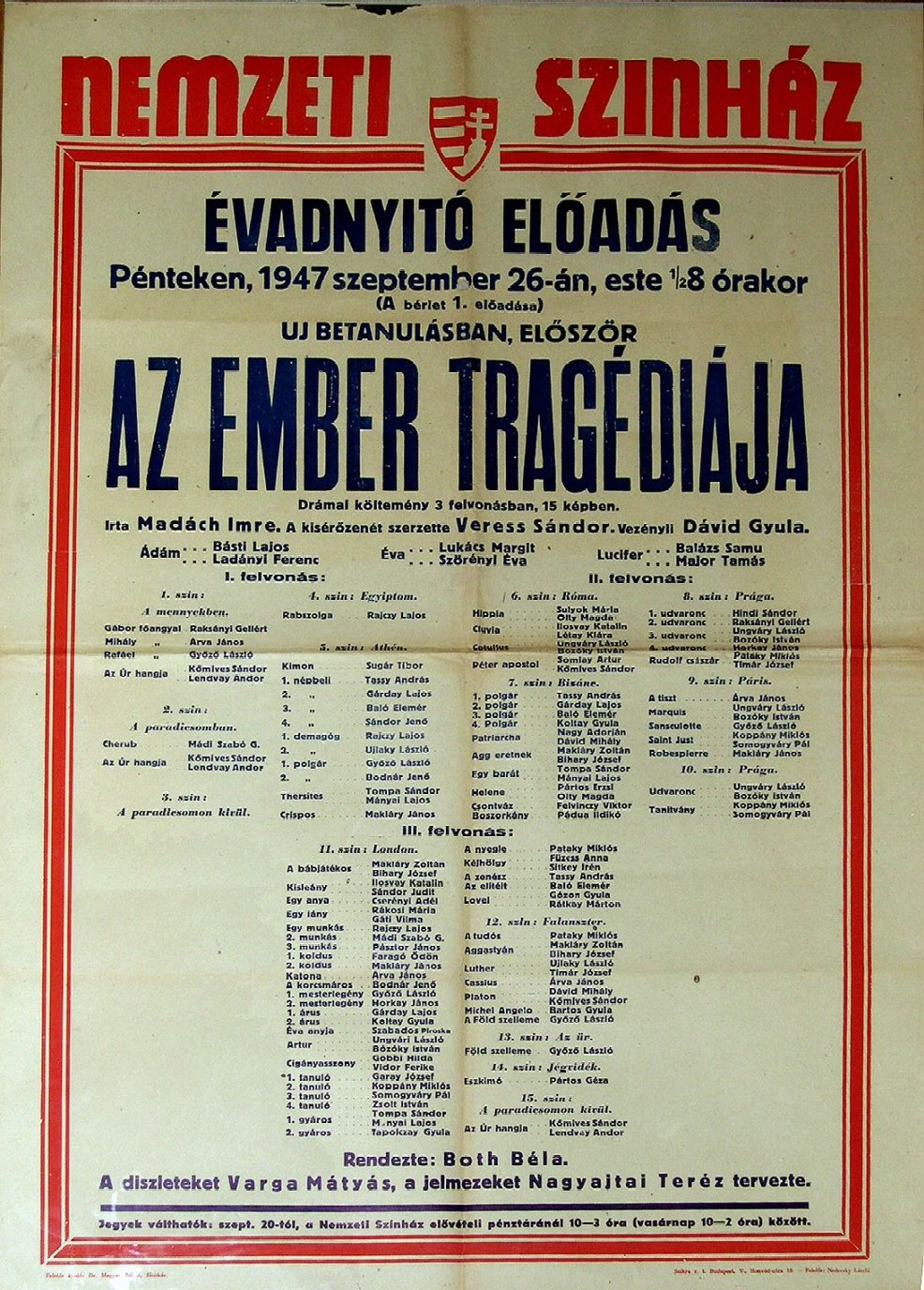
Az 1947. szeptember 26-i premier plakátja

A Tragédia életében egyedül a kommunizmus korszaka jelentett apróbb törést. 1945 után, a diktatúra kiépülésével párhuzamosan valóságos „szellemi irtóhadjárat” indult ellene, főleg azért, mert a falanszter-színt a kommunista utópia kigúnyolásaként, magát a drámát pedig „reakciós”, „vallásos”, „haladásellenes” műként értelmezték és ítélték el.
Igaz, akadtak kivételek, például Kárpáti Aurél cikke a Színház és Filmművészet 1955/2. számában. Kárpáti szerint „a Tragédia vitathatatlanul haladó szellemű költői alkotás”, nincs „kényes, gyanús vagy káros” pontja, elve, tendenciája, ami veszedelmes lehetne a népi demokrácia legszélesebb rétegei számára; megjegyzi többek közt, hogy a Falanszter nem hiteles képe a „jövő szocializmusának”; és Madách nem utóbbit akarta e jelenettel kigúnyolni, hanem pusztán a korabeli (meghaladott) utópista szocializmust.
A darab (addig) utolsó előadása a Nemzetiben 1947-ben volt, ezután hét évre betiltották, s csak a Nagy Imre miniszterelnöki kinevezésével beköszöntő „enyhülés” légkörében lehetett újra játszani.
Óriási volt az érdeklődés iránta: a színházaktól százával rendelték a jegyeket telefonon; a Nemzeti Színházban 1955. január 7-én volt az első felújított előadás. Ám Rákosi Mátyás pártfőtitkár a bemutatót követően személyesen rontott neki a rendezőknek, és először megritkíttatta az előadásokat, majd teljesen levétette a műsorról, azzal az indokkal, hogy „túlságosan gyakran” adják elő (kiszorítva a szocreál szellemiségű színműveket). A bemutatót követően Nemes Dezső, a párt könyvkiadójának Kossuth-díjas igazgatója egy brosúrában fejtette ki, hogy „a legjobb rendezés... sem tudhat a mű alapjában véve népellenes jellegén változtatni”.
Lukács György kifogásolta többek közt a darab „perspektívátlanságát”, meg hogy „a darab legnagyobb sikerei a Horthy-korszakba esnek”. Bár többször kifejezte, hogy a cikket csak vitairatnak szánta, a közvélemény elsősorban őt tette felelőssé a darab betiltásáért.
A korabeli közvélemény és az utókor azonban leginkább Lukács kritikáját vette zokon, aki, noha a pártvezetés szemében „jobboldali elhajló volt”, azzal, hogy a bemutató kapcsán ismét hosszan kifejtette nézeteit a Madách-mű „perspektívátlanságával" kapcsolatban, valójában a szektásoknak szállított szellemi muníciót. Bár Lukács hangsúlyozta, hogy a cikkben egyéni különvéleményét fogalmazta meg, és csak vitairatnak szánta, makacsul tartotta és tartja magát az a nézet, hogy ő tiltatta be írásával a Tragédiát. Az üggyel a szovjet pártlap, a Pravda is foglalkozott, kijelentve, hogy a magyar munkásság teljesen egyetért a Tragédia betiltásával.
A betiltással azonban nemhogy használtak volna a pártnak, de óriásit ártottak: megkezdődött a kommunista értelmiség egy részének elpártolása. 1955. október 18-án, egyhetes előkészítés után a kommunista írók Memorandumot intéztek a Magyar Írószövetség pártszervezetéhez, melyben sérelmezték a dogmatikus és atyáskodó, a gondolkodó értelmiséget „udvari bohóccá” lefokozó kultúrpolitikát, s a cenzúra enyhítését kívánták. Felsorolt sérelmeik között szerepelt a Tragédia betiltása is (egyéb ügyek mellett). A dokumentumot 59-en írták alá. Később a támogatók köre jelentősen leapadt, mert a hatalom fenyegetéssel vagy hízelgéssel sokakat rávett a hallgatásra, a megmaradt 8 „jobboldali elhajló” aláírót pedig részben kizárták (2) a pártból, részben megrovást kaptak („utolsó figyelmeztetés a kizárás előtt”), és teljes közlési tilalmat rendeltek el ellenük (december 21-24.).
Végül a Tragédiát csak-csak sikerült integrálni a szocialista kultúrkritika által elfogadhatónak minősített művek közé; és 1957. március 27-től ismét játszotta a Nemzeti Színház. A műsorra tűzés hírére már a jegyeladás első napjának hajnalától kezdve, órák hosszat álltak sorba az emberek, hogy jegyet kaphassanak az előadásra. Könyv alakban is megjelentették: az 1960-ban, a Magyar Helikon gondozásában megjelent díszkiadáshoz Utószóként mellékelték a párt-főideológus, Révai József tanulmányát, amelyben arra a következtetésre jutott, hogy a párt nem is a Tragédia letiltásával követte el az igazi hibát (bár a betiltást szükségszerűnek állítja be), hanem azzal, hogy éveken át nem sikerült kidolgoznia a mű marxista szellemű értékelését. Révai Arany János helyett, sőt vele szemben Erdélyi János tanulmányait jelölte meg az üdvös módon haladó alapvetések kiindulópontjának.

### Javítatlan és kimaradt sorok
II. szín - A Paradicsomban
193. sor
Ádám:
Mi a sugár, ha szín nem fogja fel?
XII. szín - Falanszter
3246. sor
Lucifer:
Ezt mondá a mathesisről
Előttem már egy mathematickus

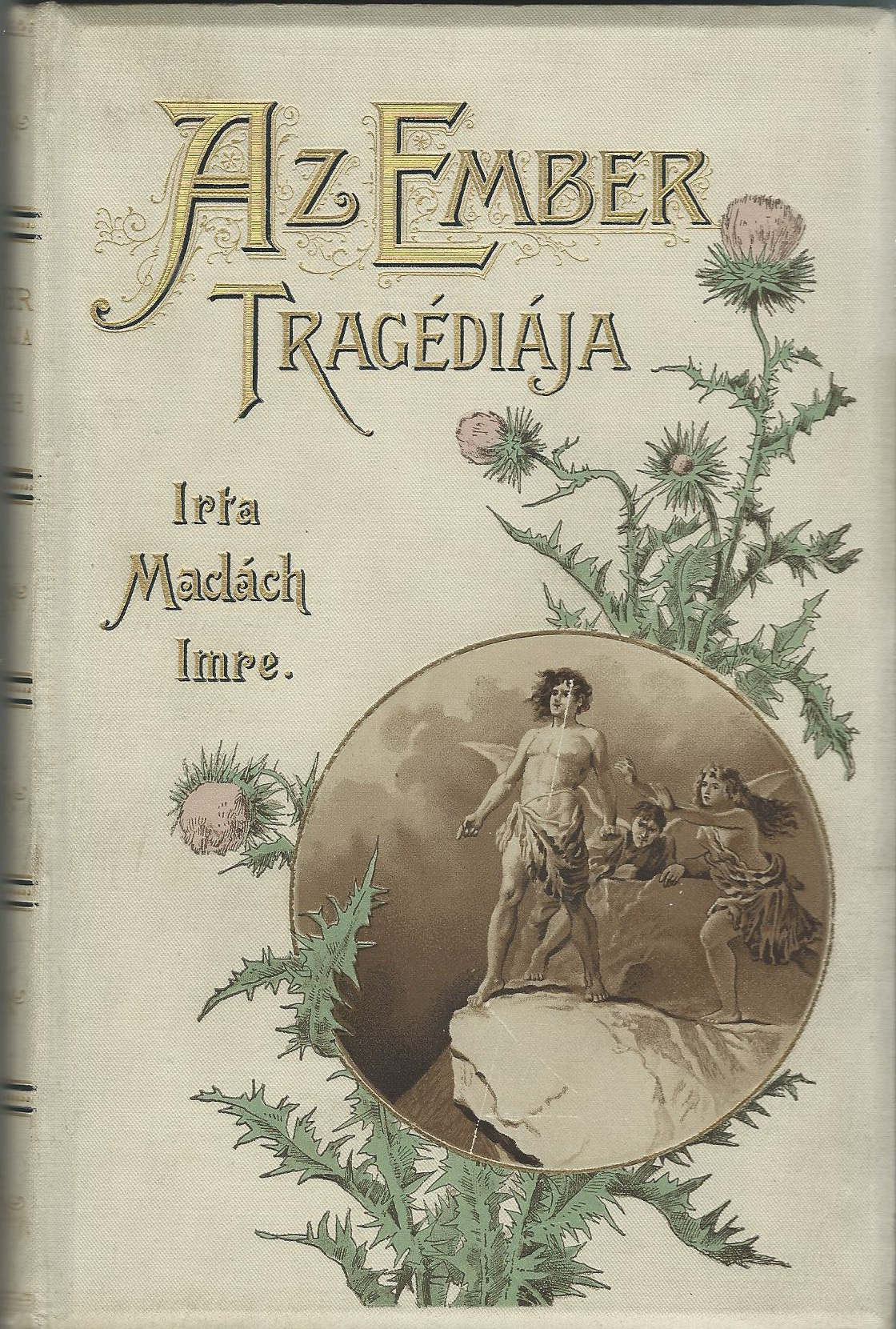
Az 1895-ös kiadás borítója

„Ami pedig a Tragédia szövegét illeti, Madáchnak is, Aranynak is átsiklott a figyelme egy félmondaton, amelynek az égvilágon semmi értelme sincs, s amely most már örök időkre javítatlanul, értelmetlenül marad a szövegben. »Mi a sugár, ha szín nem fogja fel?« - kérdezi Ádám a második színben, pedig hát a szín sem a szó fizikai, sem átvitt értelmében nem foghat fel semmit. Ez nyilvánvaló elírás, amelyet ugyan egy szó megváltoztatásával értelmessé tehetünk - Mi a sugár, ha szem nem fogja fel -, csakhogy erre a változtatásra immár senki sem jogosult. (Van egy másik hely is a fő műben, amely vélhetően szintén elírás. A kémiát mindenek fölé helyező falanszterbeli tudósnak Lucifer így felel: »ezt mondá a matézisről / Előttem már egy matematikus«; bármennyire is hihetetlen, a kétségkívül helyénvalóbb előtted szó helyett előttem áll a kéziratban is, szintén javítatlanul.)” - írja Andor Csaba A siker éve: 1861 – Madách élete (2007) című könyvében.

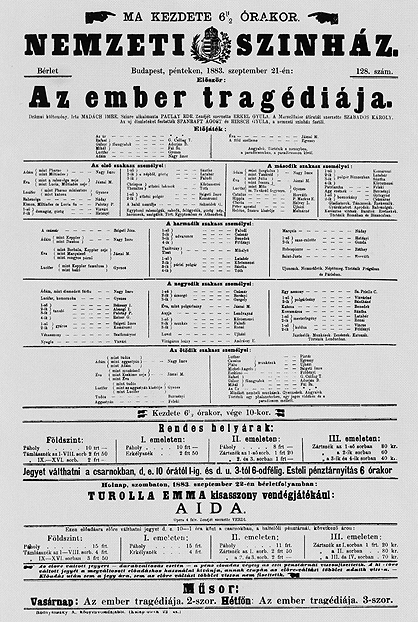
Az ősbemutató plakátja

IX. szín
2163. sor
Ádám:
Nem gondolok nevemmel, legyen átkos,
Ez a sor kimaradt a kiadásokból, azonban a kéziratban nincs kihúzva, sem pedig másképpen megjelölve.
IX. szín
2237. sor
Ádám:
E guillotine-is szinte hallgatózik. -
Ez a sor ugyancsak kimaradt a kiadásokból, a kéziratban pedig szintén nincsen kihúzva. Arany János tett mellé egy kék keresztet.

## Cselekmény
A tizenöt színből álló költemény első három színe (I. A mennyekben, II. A Paradicsomban, III. A Pálmafás liget, a Paradicsomból kiűzetve) és az utolsó szín (XV. A Pálmafás liget, a Paradicsomból kiűzve) keretbe foglalják a köztük lévő tizenegyet. Ezért az első három és az utolsó színre Keretszínekként vagy Biblikus színekként, míg a közrefogott tizenegy színre Történeti színekként szokás utalni.
A Tragédia színeiben Madách (Ádám mint a lírai hős, illetve kalauza, Lucifer szemén keresztül) végigvezet a biblikus és földi világtörténelem művészi szándékai szerint kiemelt és értelmezett „nagy pillanatain”, s látnia kell: az emberiség kiemelkedő alakjai új meg új eszmékkel, hanyatló s megújuló erkölcsi felbuzdulással küzdenek az emberiség tökéletesedéséért, a jobb sorsért, az mégis bukásból bukásba hanyatlik. A földi történelem vége pedig magának a Földnek és egyúttal lakóinak teljes tönkremenetele. Látomásai hatására Ádám úgy dönt, nem érdemes az életre és már-már eldobja azt magától; társa, a gyermekük megfoganását megjelentő Éva szavára, valamint az Úr biztatására úgy dönt – bár továbbra is kételyek mardossák – vállalja a küzdelmet, amit az egyes ember és az egész emberiség sorsának beteljesítése jelent.

### Az első három keretszín
A tragédia a Biblia teremtéstörténetét használja kezdőképként. Fontos azonban megjegyeznünk, hogy Madách a bibliai Teremtés könyvéből csak a díszleteket kölcsönzi, a szereplők már nem követik minden vonásukban a „klasszikus” értelmezést. Így lehetséges, hogy Isten alakja az első három színben nem sokban emlékeztet a kereszténység Istenére, Lucifer pedig nem az „örök rossz” megtestesítője, csupán a „tagadás szelleme” (innen a neve is: a kézenfekvő Sátán, Ördög stb. helyett a Lucifert használta Madách).
Miután Lucifer szembeszáll a teremtésben megdicsőült Istennel, vitatkozni kezdenek. Az Úr és a bukott angyal közt szó szót követ, végül mintha fogadást kötnének: Lucifernek jogában áll próbára tenni a teremtett világot, és annak lelkét, az embert. Míg a cinikus kísértő két fát kap az Édenkertben (a tudás és a halhatatlanság fáit), az ember figyelmeztetést, hogy óvakodjon ezektől.
Lucifer első csatáját a Földön siker koronázza: az ember kíváncsiságát és nagyképűségét kihasználva sikerül rávennie, hogy szakítson a tiltott gyümölcsökből (Éva végül csak a Tudás fájáról vesz).
Az Istentől eltávolodott és a Paradicsomból kiűzött első emberpár hamar megbánja tetteit, de érdekli őket jövőjük. Lucifer célja az ember kudarcának bizonyítása, s mi sem jobb eszköz erre, mint az ideálokkal teli, első naiv emberpárt kiábrándítani önmagukból. Álmot küld a jövőjüket firtató Ádám és Éva szemére, hogy meggyőzze őket, az ember bukásra ítélt teremtmény.

### A történelmi színek

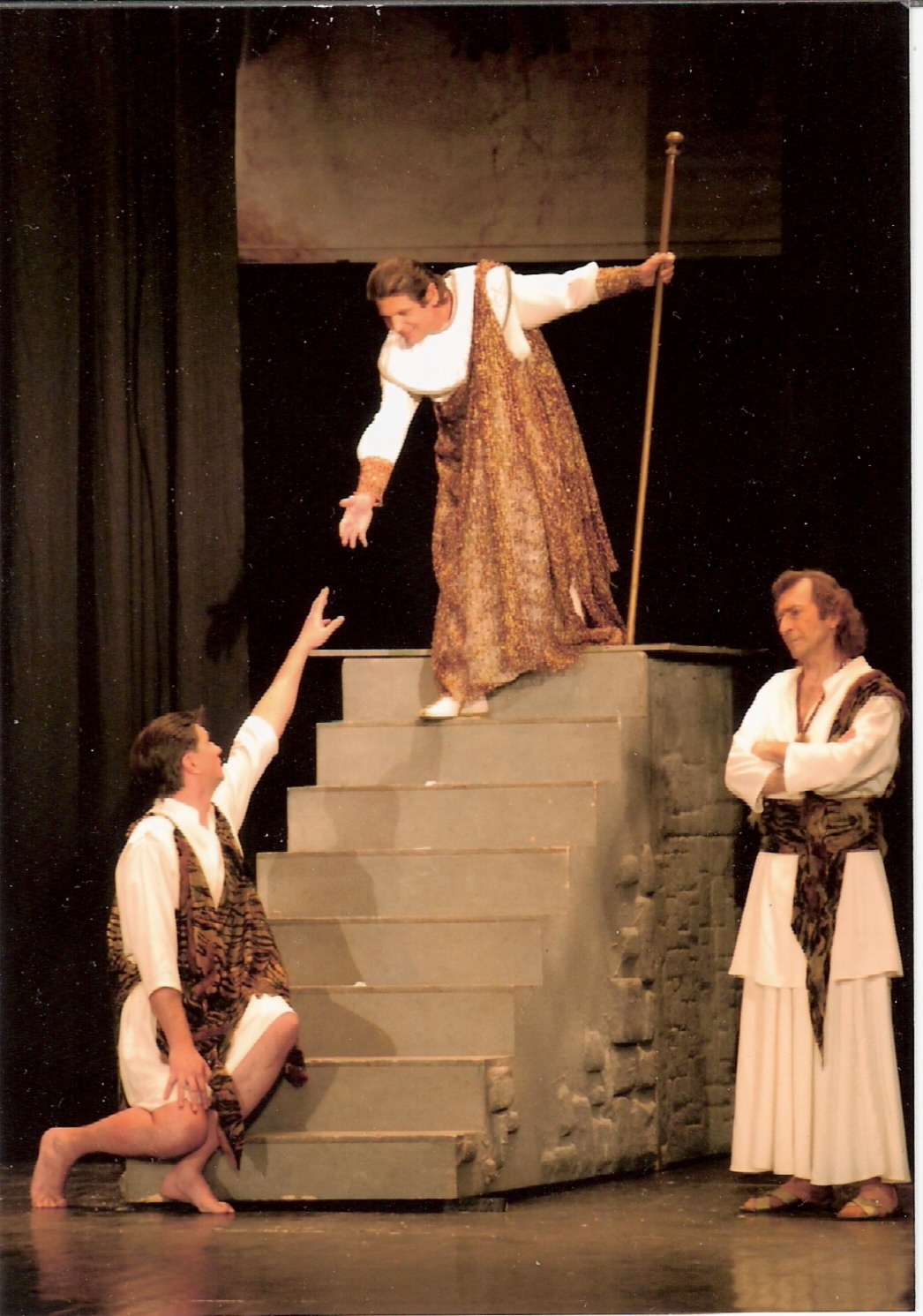
Az Evangélium Színház előadásában

Bár a történeti színek a XII. színig az emberiség valós történelmét dolgozzák fel, Lucifer mégis csúsztat egy picit: célja, hogy kilátástalanként mutassa be azt, így – bár nem ad torzképet a történelemről – a különböző történelmi korokat mindig hanyatló fázisukban mutatja be.
A történeti színek során Ádám és Lucifer vitái adják a mű cselekményszervező erejét. Bár Lucifer a keretszínekben lenézi az embert, s a felsőbbrendű lény megvetésével közelít hozzá, a történeti színek során egyenlő félként kezeli Ádámot.
A történelmi színek szerkesztésében megjelenik a tézis-antitézis-szintézis hármasa, a hegeli triáda.

#### IV. szín:Egyiptom
A IV. színben Ádám mint ifjú fáraó jelenik meg, Lucifer pedig a minisztere. A fáraó boldogtalan, halhatatlanságát keresi, és dicsőségre szomjazik: piramist építtet magának. Dőre nagyravágyásából a felbukkanó Éva alakja menti meg, aki a férjét sirató szerelmes rabszolganőként felébreszti benne a szabadság eszméjét, s eltörli „milljók egy miatt” történő szenvedését.
Felszabadítja a szolgákat, ám amikor Lucifer előrevetíti az így elképzelhető jövőt, igazít a döntésen. Demokratikus államot tervez, melyben a köz java legyen a legfontosabb.

#### V. szín:Athén

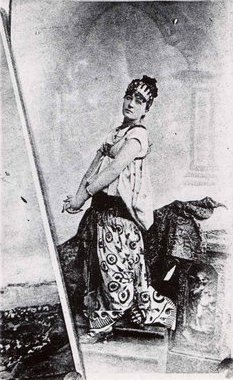
Jászai Mari mint Éva a római színben, a darab ősbemutatóján

Az ötödik színben Ádám Miltiadészként ábrándul ki a szabadság eszméjéből. Az első demokratikus társadalomban az (a szabad férfi) egyén jogilag szabad ugyan, lelke azonban ki van szolgáltatva a demagógoknak. A nép, s az ember nehezen tűri, hogy valaki nála különb legyen, így végül Miltiadészt, a perzsa háborúk hősét hazaárulás vádjával vérpadra küldik. Míg Éva a fáraót lenézte, amiért visszaélt hatalmával, most a népet átkozza, s bánja, hogy Miltiadész nem fordul hadával a város ellen, Ádám pedig első kudarca után megtagad minden eszmét és erényt.

#### VI. szín:Róma

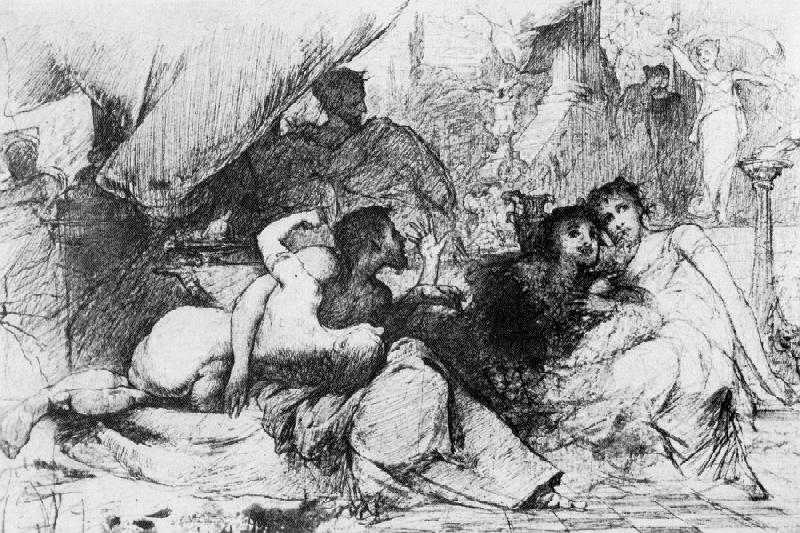
Gyárfás Jenő illusztrációja a római színhez

A római szín egy életforma csődjét festi le. Ádám mint Sergiolus züllött tivornyában vesz részt, de örömét nem leli benne, Lucifer Milóként „gúnyos mosollyal és hideg szemekkel” figyeli a mulatókat, miközben a városban már a dögvész pusztít. A Júliaként megjelenő Éva alakja a Paradicsomba való visszavágyódást ébreszti fel Ádámban, aki végül Péter apostol szavaiban talál vigaszt: a kiutat a terjedő új eszmében, a kereszténységben látja.

#### VII. szín:Konstantinápoly
A hetedik színben Ádám mint Tankréd, kereszteslovagként érkezik meg Bizáncba, a korai kereszténység keleti fővárosába. Szomorúan tapasztalja, hogy a szeretet vallásának jelképe „vérengző keresztté” korcsosult, s az egyház tanításai merev, embertelen dogmákká fajultak. Éva most is az Édenkertet idézi fel, de Ádámtól elválasztja őt a zárda fala, Ádám pedig a tudományokba menekül ez embertelen világból.

#### VIII. szín:Prága
A nyolcadik színben Ádám a kor elismert, híres csillagásza, Kepler. Bár nagy felfedező, mégis a tudomány elárulására kényszerül: hogy megélhessen, horoszkópokat készít magas rangú megrendelőinek. Éva szerepe ebben a színben a legösszetettebb. Müller Borbálaként gyengéd és kacér, kicsapongó életet élő hölgy, akit Kepler ennek ellenére szeret, hiszen „a jó sajátja, míg bűne a koré, mely szülte őt”.
A szín végén Kepler a bortól megittasultan olyan jövőt képzel, amely nem riad vissza a változtatástól.

#### IX. szín:Párizs
A kilencedik szín különleges dramaturgiai szereppel bír, hiszen álom az álomban: a nyolcadik szín végén – melyben Ádám - Keplerként álmodni kezdi a kilencedik színt. Bár Lucifer ebben is megjelenik, ezt az álmot nem ő irányítja: ennek megfelelően ez az egyetlen szín, amelyet nem a csalódás, hanem a bizakodás hangjai követnek.
Az álomba merült Ádám-Kepler Dantonként jelenik meg a francia forradalom napjaiban, első szavai „Egyenlőség, testvériség, szabadság!” A forradalom hármas jelszava mégsem teljesülhet, hiszen itt is szembesülünk az egyén és a tömeg ellentétével, a nép kivégzések sorozatát követi el. Éva kétszer is megjelenik a színben: a vérpadon márkinőként a szépség és a költészet varázsát rejtve bűvöli el Ádám-Dantont, aki a másodszorra közönséges, durva forradalmárnőként megjelenő Évától iszonyodva fordul el.

#### X. szín: Prága II.
Az álmodott jövőből visszatérő Ádám-Kepler rajongással emlékezik a látottakra, bár a forradalom véráldozatai taszítják. Mégis bizakodva tekint a jövőre: „S fejlődni látom szent eszméimet, / Tisztulva mindig, méltóságosan.”
Mielőtt újabb világba indulna, Keplert meglátogatja legjobb tanítványa. A tudós felvilágosítja famulusát a tudomány behatároltságáról és értéktelenségéről, s indulása előtt önálló gondolkodásra biztatja növendékét azzal, hogy a régi törvények elégetését kéri tőle.

#### XI. szín:London

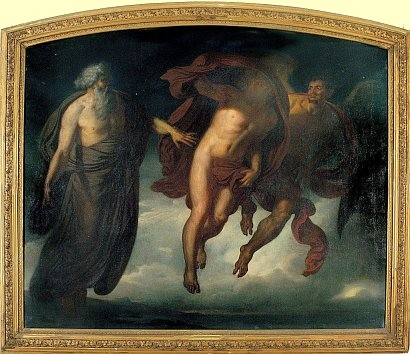
Than Mór: Ádám az űrben (1863)

A londoni szín – bár a mai olvasó számára a múlt újabb szelete – már Madách jelenét mutatja be, így jelentős fordulópont a műben.
Az ipari forradalom Angliájáért, a korlátlan szabadversenyes kapitalizmusért kezdetben lelkesedő Ádám, aki ettől a színtől kezdve már csak „munkásember”, „öreg férfi” vagy „mint külső szemlélő” stb., a szörnyű epizódok láttán ismét kiábrándul egy világból. A bábjátékos mutatványát torznak találja, a polgárlányok és a kocsmáros vitája után a három munkás veszekedése láttán lobban először haragra: „Jerünk tehát, mit is nézzünk tovább / Hogyan silányul állattá az ember.”
Egyedül a négy tanuló pajkosságát és lelkesedését tartja kedves látványnak, ám annál lehangolóbb látnia, mi lesz ezekből a fiatalokból: a végtelenségig kapzsi és fukar mágnások láttán ismét elkomorul.
A mindenkit jellemző haszonlesés még a felbukkanó Éva alakjában is megvan, a templomból érkező, kezdetben ártatlannak tűnő leány csak azután fogadja el Ádám közeledését, hogy Lucifer gazdag lordként állítja be.
A szín végi haláltáncot, amelyben a különböző szereplők együtt indulnak a halálba mégis csak Éva éli túl, aki felemelkedik, hogy a Földre mosolya hozzon gyönyört, Ádám a szín végén pedig ismét olyan világot remél, amely fölött a tudomány uralkodik.

#### XII. szín:Falanszter
Az utolsó három történeti szín már a jövőben játszódik, Madách három utópiát hozott létre, amit Fourier, francia író, filozófus elképzelése és ötlete alapján írt meg. A tökéletes elképzelt társadalmat mutatja be.
Ádám kezdetben lelkesedik a kollektivista társadalom iránt, ahová Luciferrel mint az ezredik falanszterből érkező tudósjelöltek érkeznek meg. Négyezer év múlva a Nap kihűl, ennyi ideje maradt az emberiségnek az égitestből sugárzó létfontosságú energia pótlására. Így a falanszterben a tudománynak rendeltek alá mindent, s a fölösleges dolgokat eltörölték: múzeumba kerültek a virágok, az állatok, az emberi érzelmeket szintén fölöslegesnek tartják a falanszterek irányítói. Az embereket számokkal jelölik, s bár mindenki egyenlőképp részesül a munkából, az olyan kitűnő tehetségek, mint Luther, Cassius, Platón és Michelangelo elnyomottként élnek: Michelangelónak egész életén át ugyanolyan széklábakat kell gyártania, bár kreativitásának többre lenne igénye.
Bár megvalósul a „testvériség” és az „egyenlőség”, a falanszter mégis üres, boldogtalan világ: a pusztulásától rettegő társadalom tagjai pusztán félelmükkel véget vetettek az emberiség földi létének, legalábbis olyan embertelen világot hoztak létre, amelyben az egyén maga már nem is létezhet.
Ádám ezúttal hideg következetessége miatt ábrándul ki a tudományból, s a megjelenő Éva iránt ismét szerelemre lobban. A tudósok érzelmeiket rendellenességnek tartják, s betegként kórházba akarják őket szállítani. Végül Ádám úgy dönt, elszakad a Földtől.

#### XIII. szín:Az űr
Lucifer egyre távolabb röpíti Ádámot a Földtől, míg az egy hirtelen sikoltással megmerevedik. Lucifer már győzelmét ünnepli („Győzött hát a vén hazugság”), amikor Ádám a Föld szellemének hívó szavára ismét feléled, és mégis visszatér a Földre: a küzdelmet választja.
Lucifer hiába hoz fel egyre hatásosabb érveket, sorolja Ádám kudarcait, ő mégsem adja fel idealizmusát.

#### XIV. szín: Eszkimó-világ
A megmaradásért küzdő falanszteriek végül mégis kudarcot vallottak. A Nap kihűlt, így a Föld hóval és jéggel borított, kietlen vidék lett, ahol az ember állattá silányult. Zárkózott és csak sivár élete fennmaradásért küzd, csupán testi ösztönei hajtják.
Ádám, az „egészen megtört aggastyán” iszonyodva tekint erre a világra. Éva karjaiban sem találhat már nyugalmat, többé nem jelenti számára az eszményt, vagy a költészetet, tökélyt. Ádám kérésére Lucifer véget vet az álomnak; Ádám és Éva felébred saját jelenében.
Ebben a színben a francia forradalom harmadik eszméje fajul önlejárató valóssággá, a testvériség.

### A záró keretszín
A történeti színekben kialakult vita az utolsó keretszínben is folytatódik. Lucifer érvei lehengerlőek, tagadja az emberi szabad akarat létezését. Ádám kétségbeesésében az öngyilkosság mellett dönt, így akarja bizonyítani szabad akaratának létét, s egyben elkerülni a történeti színekben látott csalódások sorozatát. Tettétől az érkező Éva szavai térítik el: Éva gyermeket vár. Ádám ekkor megadja magát az Úrnak, belátja, hogy folytatnia kell az életet.
Bár reméli, hogy a látott álom nem válik valósággá, kérdések gyötrik. Mi lesz az ember sorsa? Van-e folyamatos fejlődés? Kérdéseire mégsem kap választ az Úrtól, aki a titkot homályba rejti, valódi válasz helyett reményt ad neki: „Küzdj' és bízva bízzál!”
Ádámot, az embert Éva, a nő, a szerelem, a költészet és az ifjúság megtestesítőjeként fogja segíteni, de Lucifer is jelen lesz életében: ő is egy a „mindenség gyűrűi” közül: állandó tagadása, kijózanító szerepe még sok szép forrása lesz.
A Tragédia – minden tragikus jellege ellenére is – a haladásért, a humanitásért való küzdelmet hirdeti, mely az emberi nagyság és erény biztosítója. „A cél a halál, az élet a küzdelem” – mondja Ádám a tizenharmadik színben, így az Úr a mű záró mondatában nem pusztán küzdelemre, hanem az életre szólítja fel az embert.

### A szerkezet

#### A történeti színek mozgatója: a hegeli triáda

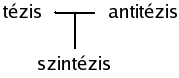
A hegeli triáda ábrázolása

Georg Hegel, német filozófus a történelemben folyamatos váltakozást látott. Szerinte egy-egy eszme a maga ellentétébe csap át, majd mindkettő feloldódik egy átfogó elvben.
A hegeli triáda hatása a Tragédia történeti színeiben érhető nyomon. A kezdő történeti szín Egyiptom, ahol a rabszolgaság mint tézis áll szemben az egyén szabadságával (ez lesz az antitézis). Később kialakul a szintézis, az athéni (ötödik) színre már minden ember egyformán szabad lehet. Athénban azonban az egyén szabadsága kerül szembe a népakarattal, a szintézis pedig a római szín lesz, ahol az ember a gyönyörökbe menekül a zaklató kérdés elől. A római színben a gyönyör kerül szembe az erkölccsel és a vallással, a szintézis pedig a Konstantinápolyi testvériség-eszme lesz. Később a testvériség-eszme szembe kerül saját terjesztőivel, az antitézis a keresztesháború, a szintézis pedig a tudományokba menekülés. Prágában a tudományok állnak szemben az áltudományokkal, a feloldás az álom, a francia forradalom képében jelentkezik. Ám a forradalomban is támadnak gondok, az eszmék a megvalósíthatósággal kerülnek szembe, a szintézis pedig a londoni szabad verseny. A szabad verseny kíméletlensége a falanszter egyenlőségében oldódik fel, Ádám pedig az űrbe szökik. Az űrben a menekülési kényszer és a természeti kötöttségek kerülnek ellentétbe, Ádám pedig visszakerül az eszkimó színbe. Ez nehezen értelmezhető, talán az ember és ember szembenállását láthatjuk benne: Ádám teljesen elidegenedik a kor állatokra emlékeztető eszkimóitól. Szintézis ebből a színből nem következik, hiszen Ádám felébred: a történeti színek vezette szál nyitott marad.
A hegeli triáda csupán a történeti színek egyik lehetséges rendezőelve, nem az egész műre, csak annak egy részére vonatkozó értelmezés. Mivel azonban a madáchi történelemszemlélet megértéséhez kiemelkedő segítséget nyújt, mégis érdemes azt a Tragédia értelmezései között megemlítenünk.

#### A Tragédia: Szétválások sorozata
| I. szín    | teremtő-teremtés            |
| II. szín   | Isten-ember                 |
| III. szín  | Ádám-Paradicsom             |
| IV. szín   | egyén-tömeg                 |
| V. szín    | egyén-tömeg                 |
| VI. szín   | testi értékek-lelki értékek |
| VII. szín  | Ádám-Ádám korábbi eszméi    |
| VIII. szín | Ádám-Ádám korábbi eszméi    |
| IX. szín   | eszmék-megvalósíthatóság    |
| X. szín    | tudós-tudományok            |
| XI. szín   | eszköz-cél                  |
| XII. szín  | eszköz-cél                  |

A történelem másik szervezőjeként a Tragédia sokszor mintha az értékvesztést, a folyamatos kiábrándulást látná. Eszerint mindegyik színben valamely összetartozó egység részekre bomlik, s e részek később feloldhatatlan ellentétbe kerülnek egymással.
A történelem előrehaladtával alapvető emberi értékek mennek veszendőbe. Az athéni színben fontos szerepet játszó családnak a római jelenetben már nyoma sincs, a római szín végén pozitív értékként felmutatott hit a Konstantinápolyban játszódó jelenetben elvakultsággá torzul, stb.…
Az értékvesztés a Falanszter-szín után megtorpan, mire Ádám elérkezik az űrbe, már minden elveszett. Szegedy-Maszák Mihály teszi fel a kérdést: „Vajon mit kezd a költő az így beállt értékhiánnyal műve utolsó három részében?”

### Az emberiségköltemény
Bár a Tragédia a világirodalom viszonylatában nem mérhető az olyan nagy emberiségkölteményekhez, mint Goethe Faustja, mégis világirodalmi súlyú alkotás, Charles Dédéyan, a Sorbonne összehasonlító irodalom tanára is a Faust mögött felsorakozó legnagyobb költemények sorozatának tagjaként tekintett rá. Fő hibája Arany szavaival élve, hogy „Madách erősebben gondol, mint képzel”, azaz a mű gondolati tartalma mögött elmarad annak nyelvi szépsége.

#### A szabadelvűség és a pozitivizmus harca
A Tragédia cselekményszervező ereje az első színből születik: az Úrral szembeszegülő Lucifer a teremtményt, Ádámot szeretné eszményeiből kitéríteni, kezdettől fogva szembenállnak egymással. Lucifer célja, hogy megdöntse a teremtést: valójában nem Ádámot, Istent szeretné legyőzni. Így a Tragédia folyamán Ádám bukása valójában Isten bukását is jelentené.
Ádám a történeti színek során az európai polgárosodás, a francia forradalom, a szabadelvűség eszméit hirdeti. Szerinte a szabadság vágya az embert az összes többi lénytől megkülönbözteti. A kor szabadelvű gondolkodói az eszmék, a piac stb. szabadságában hittek, abban, hogy a túlzott szabályozás az ember lehetőségeit fölöslegesen korlátozza, hiszen - a humanista felfogásnak megfelelően - az ember alapvetően jó. A Tragédia Ádámját e romantikus gondolatba vetett hite miatt mondjuk szabadelvűnek, a szó itt sem a szabályok (vallás, törvény stb.) teljes elvetését jelenti.
Lucifer nem lát fejlődést a történelemben, az emberi létet örök körforgásként látja, az emberre a körülményeinek kiszolgáltatott, azok által irányított lényként tekint. Míg Ádám az európai forradalmak eszméit vallja, Lucifer a bukott forradalmak utáni kor pozitivizmusának követője. Lucifer alakja által a Tragédiában a pozitivizmus az „embertelen tudomány hatalma”, a szív fölött győzni akaró ész megtestesítőjévé lett. Valójában a pozitivizmus az empirizmus kései hulláma volt, és a távol állt tőle mindenfajta tagadás: a tudományok és a racionális gondolkodás fontosságát hangsúlyozta. Lucifer mégis a pozitivizmus nevében utasítja el a romantikus Ádámot, ezért jogos rá, mint a pozitivizmus képviselőjére tekintenünk. Lucifer szerepe a mű folyamán folyamatosan módosul: nagy igazságok kimondója, éleselméjű kritikus. Célja az ember kiábrándítása, romboló szándékú bírálataival, örökös tagadásával Ádámot mégis újabb küzdelmekre lendíti – mutat rá Horváth Károly 1975-ben publikált „Az ember tragédiája mint emberiség-költemény” című tanulmányában.
Bár a történeti színek Lucifer igazát támasztják alá, ennek ő maga sem tud igazán örülni. Lucifer az emberi létet iróniaként fogja fel, de ebből az iróniából nem hiányzik a tragikum motívuma, s a történeti színek során egyre közelebb kerül Ádámhoz. A mű végére felmerül a kérdés, vajon Lucifer nem volt-e egykor Ádámhoz hasonló, romantikus lázadó, azaz Ádám sorsa nem vezet-e a luciferi cinizmushoz.
A mű legfőbb kérdése már nem a történeti színek során, hanem a záró keretszínben hangzik el a reményét végül mégis elveszítő Ádámtól: „Megy-é előbbre majdan fajzatom?”, Madách azonban sosem válaszol erre a végig zaklató kérdésre. Isten, aki az első színben önelégült a harmadikban pedig művében csalódott, már-már sértődött ezermester, az utolsó színre végül a kereszténység Istenéhez hasonlító bölcs atyává válik. Bizonyosságot nem, csupán reményt ad az embernek, aki életét a Földön talán eleve halálra ítélt vállalkozásként kezdi: „Küzdj, és bízva bízzál!”

## Feldolgozások

### Hangfelvételek
- Az ember tragédiája (1938. január) A német Odeon hanglemezgyár által a Magyar Rádió stúdióiban 60 darab gramofonlemezre, jelentős húzásokkal, kereskedelmi forgalmazásra készült felvétel. Rendező: Németh Antal, főszereplők: Abonyi Géza, Tasnádi Ilona, Uray Tivadar (kísérőzene: Farkas Ferenc)
- Az ember tragédiája (1977. május 2–30.) A Hungaroton által a Rottenbiller utcai stúdiójában készített kereskedelmi célú, rövidítések nélküli felvétel öt darab LP-n. Rendező: Szinetár Miklós, főszereplők: Lukács Sándor, Molnár Piroska, Haumann Péter (kísérőzene: Liszt Ferenc műveiből)

### Filmek
- Az ember tragédiája (1969, tévéfilm) Szinetár Miklós, főszereplők: Huszti Péter, Moór Marianna, Mensáros László
- Angyali üdvözlet (1984, nagyjátékfilm) Rendező: Jeles András
- Az ember tragédiája (2011, rajzfilm) Rendező: Jankovics Marcell

### Megzenésítések
- Papp Lajos: Az ember tragédiája-szvit (1962) A mű Tóth László karnagy felkérésére, a Debreceni Lyra Szimfonikus Zenekar (korábbi nevén: Közalkalmazottak Szimfonikus Zenekara) számára készült.

- Dohnányi Ernő, Cantus vitae, 1941
- Az ember tragédiája (bemutató: 1970. december 4., Magyar Állami Operaház) Ránki Györgynek az egész művet feldolgozó „misztérium-operája” két részben
- Az öt utolsó szín (bemutató: 2000. október 21., Magyar Állami Operaház) Bozay Attilának a mű címben jelzett részét feldolgozó operája három felvonásban

### A Tragédia feldolgozásairól
- Az ember tragédiája FILM - hivatalos mozielőzetes. YouTube
- The Tragedy of man - Az ember tragédiája FILM hivatalos angol nyelvű honlapja
- Az ember tragédiája (animációs film, 2011) a PORT.hu-n (magyarul)
- Funzine article on The Tragedy of man
- Wittich_Zsuzsanna:Luciferi víziók_(elbeszélés)

## Kapcsolódó szócikk
- Az ember tragédiája verselése